# Coco Jamboo
Coco Jamboo ist ein Lied der deutschen Eurodance-Gruppe Mr. President. Der Song ist die erste Singleauskopplung ihres zweiten Studioalbums We See the Same Sun und wurde am 29. März 1996 veröffentlicht. Mit über 900.000 Verkäufen ist es das erfolgreichste Stück der Gruppe.

## Inhalt
| Liedteil   | Künstler                      |
| Refrain    | T-Seven, Lazy Dee, Lady Danii |
| 1. Strophe | Lazy Dee                      |
| 2. Strophe | Lazy Dee                      |

Das Lied beginnt mit einer Panflöten-Melodie und dem von Lazy Dee, T-Seven und Lady Danii gesungenen Refrain. Die beiden Strophen werden von Lazy Dee gerappt, die Bridge von T-Seven gesungen. Inhaltlich dreht sich der Song darum, wie sich ein Mann und eine Frau beim Tanzen näher kommen. So rappt Lazy Dee, wie er die Frauen mit seinen Tanzkünsten beeindruckt und der Tanz immer eng-umschlungener wird.

„Put me up, put me down

Put my feet back on the ground

Put me up, take my heart

And make me happy“

## Produktion
Coco Jamboo wurde von den deutschen Musikproduzenten Kai Matthiesen und Rainer Gaffrey produziert, die auch gemeinsam mit dem Sänger Lazy Dee den Text schrieben. Charakteristisch ist die Panflöten-Melodie.

## Musikvideo
Das Musikvideo zu Coco Jamboo wurde von John Buche gedreht. Es zeigt die drei Bandmitglieder Lazy Dee, T-Seven und Lady Danii, die anfangs leicht bekleidet am Strand unter Palmen spazieren, während sie den Text singen bzw. rappen. Spätere Szenen zeigen eine abendliche Feier mit Tänzen unter freiem Himmel, an der die drei Gruppenmitglieder teilnehmen und bei der auch Menschen in Verkleidung und Feuerspucker zu sehen sind.

## Single

### Covergestaltung
Das Singlecover zeigt die drei Bandmitglieder Lady Danii, Lazy Dee und T-Seven (von links nach rechts), die leicht bekleidet vor Palmen und blauem Himmel stehen und den Betrachter ansehen. Am oberen Bildrand befindet sich der Schriftzug Mr. President und unten im Bild steht der Titel Coco Jamboo.

### Titelliste
1. Coco Jamboo – Radio Version – 3:35
2. Coco Jamboo – Extended Version – 5:42
3. Coco Jamboo – Groove Version – 6:02
4. Coco Jamboo – Mousse T.’s Club Mix Radio Edit – 3:10
5. Coco Jamboo – Mousse T.’s Extended Club Mix – 6:15
6. Coco Jamboo – Mousse T.’s Dangerous Dub – 6:17
7. Coco Jamboo – Instrumental Version – 3:33
8. Coco Jamboo – Put It on Another Version – 3:17

## Preise
Bei der Echoverleihung 1997 erhielt Coco Jamboo den Preis in der Kategorie Dance Single des Jahres national.

## Kommerzieller Erfolg

### Chartplatzierungen
Coco Jamboo stieg am 15. April 1996 auf Platz 64 in die deutschen Charts ein und erreichte am 3. Juni 1996 mit Rang zwei die höchste Platzierung, auf der sich die Single vier Wochen lang halten konnte. Insgesamt war das Lied 30 Wochen in den Top 100 vertreten, davon 16 Wochen in den Top 10. Darüber hinaus platzierte sich die Single drei Wochen an der Chartspitze der deutschen Airplaycharts. In den deutschen Single-Jahrescharts von 1996 belegte die Single Platz acht. In Österreich, der Schweiz und Schweden erreichte Coco Jamboo die Spitze der Charts, während es unter anderem in Norwegen, den Niederlanden, Finnland, Australien, dem Vereinigten Königreich und Neuseeland in die Top 10 einstieg.
| ChartsChartplatzierungen       | Höchstplatzierung | Wochen |
| ------------------------------ | ----------------- | ------ |
| Deutschland (GfK)              | 2 (30 Wo.)        | 30     |
| Österreich (Ö3)                | 1 (19 Wo.)        | 19     |
| Schweiz (IFPI)                 | 1 (26 Wo.)        | 26     |
| Vereinigte Staaten (Billboard) | 21 (20 Wo.)       | 20     |
| Vereinigtes Königreich (OCC)   | 8 (12 Wo.)        | 12     |

| ChartsJahrescharts (1996)    | Platzierung |
| ---------------------------- | ----------- |
| Deutschland (GfK)            | 8           |
| Österreich (Ö3)              | 7           |
| Schweiz (IFPI)               | 7           |
| Vereinigtes Königreich (OCC) | 52          |

| ChartsJahrescharts (1997)      | Platzierung |
| ------------------------------ | ----------- |
| Vereinigte Staaten (Billboard) | 92          |

### Auszeichnungen für Musikverkäufe
Noch im Erscheinungsjahr wurde Coco Jamboo für mehr als 500.000 Verkäufe in Deutschland mit einer Platin-Schallplatte ausgezeichnet. In Österreich und der Schweiz erhielt die Single eine Goldene Schallplatte für jeweils über 25.000 verkaufte Einheiten. Weltweit wurde die Single mit einer Silbernen, fünf Goldenen und drei Platin-Schallplatten ausgezeichnet, womit das Lied für mehr als 900.000 Verkäufe zertifiziert wurde.
| Land/Region                  | Auszeichnungen für Musikverkäufe (Land/Region, Auszeichnung, Verkäufe) | Verkäufe |
| ---------------------------- | ---------------------------------------------------------------------- | -------- |
| Australien (ARIA)            | Platin                                                                 | 70.000   |
| Dänemark (IFPI)              | Platin                                                                 | 90.000   |
| Deutschland (BVMI)           | Platin                                                                 | 500.000  |
| Neuseeland (RMNZ)            | Gold                                                                   | 7.500    |
| Norwegen (IFPI)              | Platin                                                                 | 20.000   |
| Österreich (IFPI)            | Gold                                                                   | 25.000   |
| Schweden (IFPI)              | Gold                                                                   | 25.000   |
| Schweiz (IFPI)               | Gold                                                                   | 25.000   |
| Vereinigtes Königreich (BPI) | Silber                                                                 | 200.000  |
| Insgesamt                    | 1× Silber · 4× Gold · 4× Platin ·                                      | 962.500  |